# ستراشوو (استان پودلاسکی)
ستراشوو (به لهستانی:  Straszewo) یک روستا در لهستان است که در گمینا گرودک واقع شده‌است.